# 穂積親王
穂積親王（ほづみしんのう）は、天武天皇の第五皇子。文武天皇末から元明天皇朝を通じての知太政官事。

## 経歴
前半生は不明な点が多い。持統朝までは持統天皇5年（691年）に封500戸を与えられた（このときの冠位は浄広弐）こと以外、詳細な事跡は不明である。また『万葉集』に基づき、藤原氏の血を引く但馬皇女（藤原不比等の姪。一説では高市皇子妃）との密通が露顕し、一時左遷されていたとの推測もある。
文武朝に入り、大宝元年（701年）の大宝令の制定に伴う位階制度への移行を通じて三品となる。大宝2年（702年）12月の持統上皇の死去に際して作殯宮司を、翌大宝3年（703年）10月の葬儀では御装長官を務めている。
慶雲2年（705年）5月に異母兄・忍壁親王が死去すると、同年9月にその後任として知太政官事に任ぜられる。文武朝末から元明朝を通じて太政官の統括者となり、左大臣・石上麻呂、右大臣・藤原不比等とともに政権を支えた。和銅8年（715年）正月に一品に叙せられるが、母の大蕤娘に先立って同年7月27日に死去。享年は40代前半と推定される。最終官位は知太政官事一品。
群馬県にある多胡碑には、和銅4年（711年）3月9日の日付とともに「太政官二品穂積親王」と名前が刻まれている。また、穂積親王を高松塚古墳の被葬者とする説もある。

## 和歌
『万葉集』に4首の歌が残っている。以下に挙げる、そのうちの1首は和銅元年（708年）の但馬皇女薨去を悼んで読んだ歌。
- 降る雪はあはにな降りそ吉隠の猪養の岡の寒からまくに

次の1首は後年になって酒宴の席で過去の出来事を思い出して詠んだ歌。
- 家にありし櫃に鑠さし蔵めてし　恋の奴のつかみかかりて

## 官歴
『六国史』による。
- 時期不詳：浄広弐
- 持統天皇5年（691年） 正月13日：封戸500戸
- 時期不詳：二品
- 大宝2年（702年） 12月23日：作殯宮司（持統天皇崩御）
- 大宝3年（703年） 10月9日：御装長官（持統天皇葬儀）
- 大宝4年（704年） 正月11日：益封200戸
- 慶雲2年（705年） 9月5日：知太政官事
- 和銅8年（715年） 正月10日：一品

## 系譜
- 父：天武天皇
- 母：蘇我大蕤娘（蘇我赤兄の娘）
  - 同母妹：紀皇女、田形皇女（六人部王妃）

- 妃：大伴坂上郎女（大伴安麻呂の娘） - のち異母兄・大伴宿奈麻呂の妻
  - 男子：上道王[3]（?-727）
  - 男子：境部王[4]